# California Consumer Privacy Act (CCPA)

## Основні положення CCPA
Закон Каліфорнії про конфіденційність споживачів (California Consumer Privacy Act, CCPA) 1 січня 2020 року став першим всеосяжним законом про захист даних у США, надавши жителям штату Каліфорнія нові права щодо їхньої персональної інформації та встановивши нові обов’язки для компаній, які обробляють ці дані.

##### Права користувачів
- Право знати, які особисті дані збираються про них.
- Право вимагати видалення своїх даних.
- Право відмовлятися від продажу своїх даних. (так, саме від продажу а не від передачі прав)
- Право на недискримінацію за використання своїх прав.

##### Обов’язки компаній
- Повідомляти споживачів про збір їхніх даних.
- Надавати механізми для відмови від продажу даних (наприклад, посилання «Не продавати мої особисті дані»).
- Забезпечувати доступність інформації про права споживачів і способи їх реалізації.

## Основні відмінності між CCPA (Каліфорнійським законом) іGDPR(Європейським законом)

##### Застосовність
- CCPA: Застосовується до компаній, які ведуть бізнес у Каліфорнії та відповідають певним критеріям (наприклад, дохід понад $25 млн на рік).
- GDPR: Застосовується до будь-яких компаній, які обробляють дані резидентів ЄС, незалежно від місцезнаходження компанії.

##### Консенсус
- CCPA: Основується на праві споживачів відмовитися від продажу даних.
- GDPR: Вимагає явної згоди на обробку даних.

##### Штрафи
- CCPA: Штрафи можуть досягати $7,500 за умисні порушення.
- GDPR: Штрафи можуть досягати €20 млн або 4% від річного світового обороту компанії, залежно від того, що більше.

##### Фокус
- CCPA: Переважно спрямований на захист споживчих даних і запобігання їх продажу.
- GDPR: Більш всеосяжний, охоплює всі аспекти обробки даних і включає суворі вимоги до захисту даних.

## Закон України «Про захист персональних даних» та CCPA

##### Застосовність
- Закон України «Про захист персональних даних» застосовується до всіх суб'єктів господарювання, які обробляють персональні дані в Україні, незалежно від місця їх реєстрації чи походження даних. Закон стосується збору, зберігання, використання та захисту персональних даних фізичних осіб.
- CCPA застосовується лише до компаній, які ведуть бізнес у штаті Каліфорнія, США, або збирають дані жителів Каліфорнії, якщо вони відповідають певним критеріям (наприклад, мають річний дохід понад $25 млн або обробляють персональні дані понад 50 000 жителів Каліфорнії щорічно). Це означає, що дія CCPA поширюється на обмежену кількість суб'єктів.

##### Права суб’єктів даних
- Закон України надає фізичним особам права на доступ до своїх персональних даних, їх виправлення, видалення або блокування у випадках, коли дані є неточними чи обробляються незаконно. Також закон передбачає обов'язок отримувати згоду суб'єкта на обробку його даних, за винятком випадків, передбачених законом.
- CCPA надає користувачам більше прав, включаючи право на:
  - доступ до інформації про те, які дані збираються та з якою метою;
  - запит на видалення своїх персональних даних;
  - відмову від продажу своїх даних третім особам;
  - недискримінацію за реалізацію своїх прав на конфіденційність.

##### Вимоги до згоди та повідомлення
- Закон України вимагає отримання явної згоди суб'єкта на обробку його персональних даних, за винятком випадків, передбачених законодавством. Крім того, закон передбачає обов'язок повідомляти суб'єкта даних про збір його даних, мету обробки та інші аспекти.
- CCPA не вимагає обов'язкового отримання згоди на обробку даних, але вимагає повідомляти споживачів про типи зібраних даних, мету збору та права користувачів. Згода потрібна лише в деяких випадках, наприклад, для продажу даних неповнолітніх.

##### Штрафи
- В Україні порушення закону «Про захист персональних даних» може призвести до адміністративних санкцій, таких як штрафи. Розмір штрафів може бути відносно невеликим у порівнянні з міжнародними стандартами, залежно від характеру порушення.
- CCPA передбачає суттєво вищі штрафи для компаній, які не дотримуються вимог закону: до $7 500 за кожне порушення, якщо воно не було виправлено після повідомлення, та до $2 500 за ненавмисне порушення. Крім того, споживачі можуть подавати позови на компенсацію збитків, пов'язаних із порушенням конфіденційності.

##### Регуляторні органи
- Закон України підлягає контролю з боку Уповноваженого Верховної Ради України з прав людини, який має право проводити розслідування, надавати рекомендації та накладати санкції.
- CCPA регулюється Генеральною прокуратурою штату Каліфорнія, яка відповідає за виконання закону, а також за розслідування порушень і накладення штрафів.